# Boeing X-32
Boeing X-32 je bil predlagano enomotorno večnamensko stealth lovsko letalo 5. generacije. X-32 je na razpisu Joint Strike Fighter - "JSF" izgubil proti konkurentu Lockheed Martin X-35. X-35 se je pozneje razvil v Lockheed Martin F-35 Lightning II.
Leta 1993 je ameriška raziskovalna agencija DARPA začela s programom naprednega, lahkega in poceni za izdelavo večnamenskega lovca - (CALF). Nov lovec naj bi uporabljal tehnologijo manjše radarske opaznosti - stealth. Nadomestil naj bi letala F-16 Fighting Falcon, McDonnell Douglas F/A-18 Hornet, in (V/STOL) lovca AV-8B Harrier II.Leta 1994 so program združili v program JSF.
Na projektu je sprva sodelovalo več družb, vendar sta 16. novembra 1996 samo Boeing in Lockheed Martin dobila pogodbo za razvoj konceptnega letala. Letalo naj bi gradili v treh različicah: verzijo s konvencionalnim vzletom in pristankom (CTOL), verzijo za letalonosilke (CATOBAR) in verzijo s kratkim vzletom in vertikalnim pristankom (STOVL). Za čimmanjše stroške izdelave in razvoja bi različne verzije uporabljala čim več skupnih delov.
X-32 je po izgledu precej nekonvencionalno letalo, imel je veliko delta krilo iz karbonskih kompozitnih materialov. Razpon krila je bil 9,15 metrov, naklon 550. Krilo je imelo rezervoarje za 20000 funtov goriva. Krilo se je izkazalo težavno za izdelavo.
Veliko težav so imeli tudi pri razvoju STOVL verzije za Marince. 
Prototip je prvič poletel 18. september 2000

## Tehnične specifikacije
Podatki iz Frawley
Splošne karakteristike
- Posadka: 1
- Dolžina: 45,01 ft (13,72 m)
- Razpon kril: 36 ft (10,97 m)
- Višina:  (5,28 m)
- Površina kril: 590 ft² (54,8 m²)
- Maks. vzletna teža: 38000 funtov (17200 kg)
- Pogon letala: 1 × Pratt & Whitney F119 izvedenka turbofan z dodatnim zgorevanjem
  - Potisk motorjev (suh): 28000 lbf (125 kN)
  - Potisk motorjev z dodatnim zgorevanjem: 43000 lbf[5] (191 kN)

 Zmogljivost 
- Maks. hitrost: Mach 1,6 (1200 mph, 1931 km/h) na višini

Oborožitev

- 20 mm M61A2 gatling top ali 27 mm Mauser BK-27 top
- Notranju prostori: 6 AMRAAM ali 2 AMRAAM rakete zrak-zrak in 2 x 2000 lb (900 kg) vodene bombe
- Zunanji nosilci: Do okrog 15000 lb (6800 kg) bomb ali dodatnih rezervoarjev